# Hidas Frigyes
Hidas Frigyes (Budapest, 1928. május 25. – Budapest, 2007. március 7.) magyar zeneszerző. Az életműve zömét adó fúvós hangszerekre írott művei révén világszerte az egyik legjátszottabb 20. századi magyar komponista. Igyekezett a hangszercsalád valamennyi tagját előadási és pedagógiai célú darabokkal ellátni.

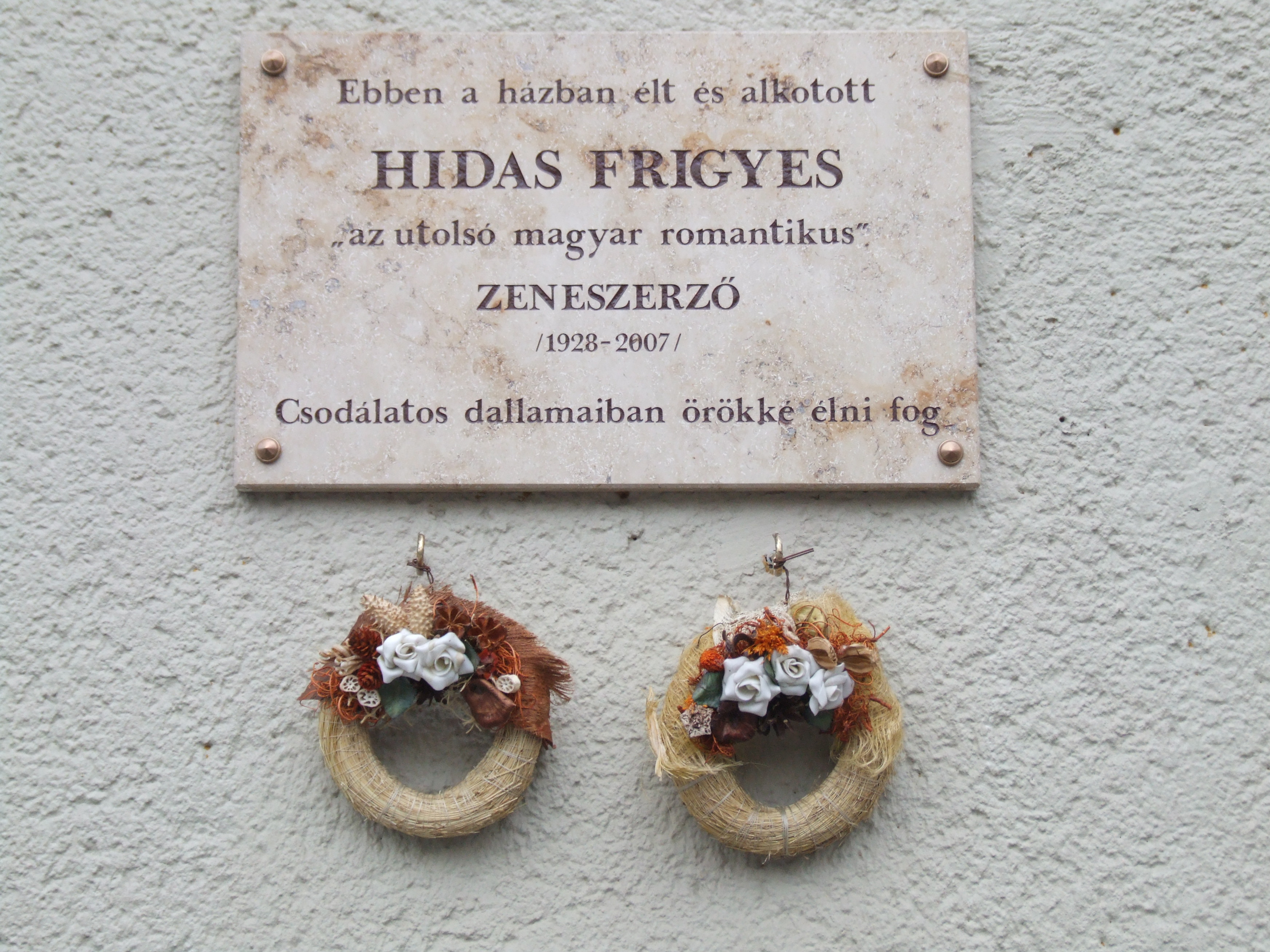
Emléktáblája:
I. kerület Attila út 133.

## Élete
Zeneszerzői tanulmányait 1946 és 1951 között a budapesti Zeneakadémián Viski János növendékeként végezte. 1950–1951-ben az Ifjúsági Színház karmestere volt, 1951-től 1966-ig a Nemzeti Színház zenei vezetőjeként, majd 1974 és 1979 között a Fővárosi Operettszínház zenei igazgatójaként tevékenykedett. Élete további részében független zeneszerző volt. Életműve meghatározó része a fúvós hangszerekre írott versenyművek.
1955-ben kötött házasságot Csákány Anna Edittel, 1957-ben született leányuk, Hidas Katalin, aki egyetlen vér szerinti gyermeke. 1966. július 5-én házasodott össze Zombori Erzsébettel, akinek fiával, Amigó Péterrel igazi apa–fiú kapcsolatot tartott fent haláláig. Azóta nevelt fia gondozza művészi hagyatékát és ő a szerzői jogainak örököse is.

## Díjai
- Erkel Ferenc-díj (1958), (1980)
- Érdemes művész (1987)
- Bartók Béla–Pásztory Ditta-díj (1993)

## Főbb művei

### Operák
- Asszony és igazság (1965, Karinthy Frigyes nyomán)
- Bösendorfer (1977, tévéopera Karinthy Ferenc azonos című egyfelvonásosa nyomán)
- Dunakanyar (1986, Karinthy Ferenc nyomán)

### Balettek
- Színek (1966)
- A cédrus (1975, Csontváry Kosztka Tivadar festménye ihlette, Seregi László koreográfiája)

### Oratóriumok
- Cantate de minoribus (1959, Erich Kästner szövegére, férfikarra, narrátorra és [koncert-]fúvószenekarra)
- Gyászzene. Requiem a II. magyar hadseregért (1973)
- Te Deum (2000, három szopránra, vegyeskarra, koncert-fúvószenekarra és orgonára)
- Requiem (1995, szoprán-, alt-, tenor- és basszusszólóra, koncert-fúvószenekarra és vegyeskarra) Bemutató: Budapest, 1996. november 3. (Kincses Veronika, Mészöly Katalin, Berczelly István, Molnár András, Budapesti Kórus, vez. Marosi László)
- Intelmek (2000, oratórium szimfonikus zenekarra, férfikarra, tenor- és basszusszólóra, narrátorra) Bemutató: 2001. augusztus 19., Budapest, Magyar Rádió Szimfonikus Zenekara és Énekkara (vez. Lukács Ervin, Molnár András, Massányi Viktor, Bánffy György)

### Versenyművek
- Concerto per Corno e Orchestra (1965)
- II. kürtverseny (1989)
- Tuba Concerto – for Tuba + Wind Orchestra (1996)
- Versenymű oboára és zenekarra (1951)
- Hárfaverseny (1979)
- Rapszódia (1986, basszusharsonára és fúvószenekarra)
- Concerto – for Symphonic band (1998)
- Concerto – for saxophone quartet + symphonic band (1998)
- Concerto for Basson No. 2 – for Basson + Wind Ensemble; Dedicated for Ms Dorian Cooke (1999)
- Double Concerto – for Oboe + Wind Ensemble + Basson (2000)
- Vjenne (History of Vriezenveen) – Concerto for Symphonic band (1998) Concerto for Oboe No. 2 – for Oboe and wind Enseble Commissioned by Dr Susan J. Eischeid (1999)
- Birthday Concerto – for Trombone and Symphonic Orchestra (1998)
- Fantasy for Violoncello solo + Wind Ensemble (1998)
- AX-FANTASY – for alto saxophone solo + Symphonic band Commissioned by Jos Doppelsteiner (1998)
- SAXOPHONIA – for alto saxophone + Symphonic band Dedicated for Norbert Nozi (1998)
- Concerto for Flute No. 3 – for Flute – String Orchestra (2002)
- Double Concerto – for two Flutes + String Orchestra (2002)
- Euphoiada – Concerto for euphonium + wind ensemble (1995)
- Adagietto – for baryton sax and string orchestra (2000)
- Violina – for Violin + Wind Ensemble) (2001)
- Piano Concerto No. 1 – Fúvószenekari változat (2002)
- Orgonaverseny (2006, a Bartók Béla Nemzeti Hangversenyterem orgonájának felavatására)
- Double Concerto – for Trombone and Bass Trombone + Symphonic Orcestra

### Zenekari és fúvószenekari darabok
- Vjenne (Wind Orchestra)
- Ballet Music for Wind Orchestra
- Capriccio – for Symphonic band
- Concertino for Wind Band (1984)
- Etude for Wind Band (1994)
- Four Movements – for brass Ensemble (1991)
- Fantasy – for Symphonic Band (2003)
- Fájdalmas könyörgés (Disconsolate Prayer) for String Orchestra (2004)
- Swiss Rhapsody – for Symphonic band (1998)
- Missouri Overture – for Symphonic band (1999)
- Magic Oregon – for Symphonic band (2000)
- Merry Music for Concert Band (1983)
- Black Russian – Symphonic Movement for Symhonic Band, Dedicated for Dr Jimmy Croft (2002)
- Save the Sea – sinfonia for Symphonic Band (1997)
- Dél-Afrikai szvit
- 228 nap – gyászzene felesége halálára (2004)

### Kamara- és szólókompozíciók
- Academic Quintet for Brass Quintet – 2 Trumpets, Horn, Trombone, and Tuba (1986)
- Signal – for 4 Trpts + (5+4) Trbs + Tuba (1973)
- Fantasy – 12 kürtre (1978)
- Fantasy for Twelve Horns (1983)
- Fantasia. Hommage à F. Liszt (1984, orgonára)
- Saxophon Quartet (1990)
- Septettino – for 3 trumpets, 2 trombones and tuba also in version for brass quintet (1995)
- Sestettino – for 3 trumpets, 2 trombones and tuba (1995)
- Trombone Quartet (1996)
- Sonata – for oboe and piano (1995)
- Trombone Quartet – version for Tuba Quartet
- Scherzo – for Tuba + 4 Horns (1996)
- Megkésett hangok – szólófuvolára
- Meditation (1979, basszusharsonára)
- Ritmusjáték (Play of Rhythms) – négy klarinétra (1996)
- Kis szvit
- 8+1 for 2 Oboes, 2 Clarinets, 2 Bassoons, 2 Horns, and Contrabass (2006)
- 1+5 for Flute, Oboe, Clarinet, Horn, Bassoon, and Bass Trombone (1989)
- 5 Miniatures for 2 Clarinets, 2 Horns, and 2 Bassoons (1991)
- 5x5 for Brass Quintet – 2 Trumpets, Horn, Trombone, and Tuba (1986)
- Alteba trio for Alto, Tenor, and Bass Trombone (1987)

### Filmzenék, tévé- és rádiójátékok zenéi, színpadi zenék
- a Szomszédok című teleregény főcímzenéje;
- Bob herceg (rendezte: Keleti Márton);
- A névtelen vár, A dunai hajós, Rab Ráby, Sellő a pecsétgyűrűn,  Katonazene, Egy óra múlva itt vagyok…, Az Aranykesztyű lovagjai, Emberrablás magyar módra és más filmek zenéje.

### Egyéb művek
- Ünnepi zene (1985)
- Változó ritmusok (1990)
- 188 Bars for Brass – for 12 Horns, 12 Trumpets, 10 Trombones, 2 Tubas and Percussion Dedicated to the Synagogue of Szeged (1995)
- A IV. Európai Ifjúsági Fesztivál záró hangjai (Finale to the Fourth European Youth Music Festival) – for concert band and youth choir; WP: Budapest, June 1995 (Participants of the Fourth European Music Festival, cond. By Ronald Johnson) (1995)
- The undanced Ballet – version for wind band (1996)
- Sprightly Tunes (1996)
- Vonószene – Szeged város felkérésére (1997)
- Tuphonium – for 2 Euphonimus and 2 Tubas
- Five Little Movements – for Brass Commissioned by Budapest Festival Orchestra (1998)

## Diszkográfia
- Kortárs magyar fúvószene Hungaroton HCD 31612 – közreműködő
- 1996 Magyar zeneszerzők rézfúvós kamarazenéje Hungaroton HCD 31680 – közreműködő
- 1997 Kortárs magyar zene trombitára és hárfára Hungaroton HCD 31734 – közreműködő
- 2004 Kortárs magyar trombitaversenyek Hungaroton HCD 32251 – közreműködő
- Hangfelvételek a Magyar Rádió archívumában

## Emlékezete
- A Marcali Városi Zeneiskolát tiszteletére nevezték át Hidas Frigyes Zeneiskolának.